# Exelmans (stanice metra v Paříži)
Exelmans je nepřestupní stanice pařížského metra na lince 9 v 16. obvodu v Paříži. Nachází se na křižovatce ulic Boulevard Exelmans a Rue Michel-Ange.

## Historie
Stanice byla otevřena 8. listopadu 1922 jako součást prvního úseku linky 9, kdy trať vedla odtud do stanice Trocadéro. Necelý rok byla konečnou stanicí, než byla linka 29. září 1923 prodloužena dále do Porte de Saint-Cloud.
Na stanici byla malá výstava o zpěváku jménem Claude François (1939-1978), který žil nedaleko na Boulevardu Exelmans. Ta ale byla odstraněna na počátku 21. století při rekonstrukci stanice v rámci programu obnovy metra.

## Název
Jméno stanice je odvozeno od názvu Boulevardu Exelmans. Rémi Joseph Isidore hrabě Exelmans (1775-1852) byl generálem Napoleonovy armády.

## Vstupy
Ze stanice vedou dva východy na Boulevard Exelmans.